# NGC 506
NGC 506 là một ngôi sao nằm trong chòm sao Song Ngư. Nó được phát hiện vào ngày 7 tháng 11 năm 1874 bởi Lawrence Parsons, bá tước thứ tư của nhà Rosse.

## Lịch sử quan sát
Lawrence phát hiện ra vật thể này trong lần quan sát Nhóm NGC 499 cuối cùng của ông. Mặc dù không ghi chép lại mô tả nào, nhưng ông đã đưa ra một phép đo xác định vị trí của thiên thể so với một ngôi sao khác gần đó. Không có vật thể nào ở vị trí này, nhưng vì vị trí NGC được điều chỉnh xa hơn về phía đông nam đã dẫn đến giả thiết rằng John Louis Emil Dreyer, người tạo ra Danh mục chung mới về các tinh vân và cụm sao, đã có thêm thông tin khi lập danh mục sao. Trong danh mục, NGC 506 được mô tả là "rất mờ, rất nhỏ, nằm ở phía tây nam NGC 507".